# Вильнюсский автобус
Вильнюсский автобус — транспортная система автобусов в Вильнюсе. Её обслуживают три перевозчика: UAB Vilniaus Viešasis transportas, UAB Transrevis и UAB Kautra. Ежедневно автобусами перевозится около 298 тысяч пассажиров.

## История

### Период Российской империи (1905-1915)
Работа автобусных маршрутов в Вильнюсе началась летом 1905 года. Тогда был запущен летний маршрут автобуса с Кафедральной площади в Верки. Автобусный гараж (парк) располагался на проспекте Гедимина (в то время - Георгиевском). В 1909 году житель Вильнюса В. Щербаков просит от городского совета запустить в городе три автобусных маршрута. Уже были куплены автобусы, но из-за давления со стороны водителей такси (извозчиков) городские власти не решились открыть регулярное автобусное движение, так как водители останутся не у дел. Потому что в первые десятилетия этого века Вильнюс был царством трамваев и такси. Внешний вид такси вызвал большое недовольство. Извозчики бросали на проезжую часть различные острые предметы, которые часто повреждали автомобильные шины, нарушая тем самым нормальное движение. В 1913 году действующий летний маршрут был продлён от Кафедральная площади до Ратушной площади. Установлена цена в 30-35 копеек за проезд. Спустя два года, в 1915 году, движение автобусов было приостановлено. 

### Польский период (1926-1940)
В 1926 году восстановлено движение автобусных маршрутов из-за закрытия трамвайного движения. В городе работали компании "Виленское движение (Ruch Wileński)" (входила в группу "Автобусные кооперативы (Spółdzielnia Autobusowa)") и Томмак (автобусный парк находился на проспекте Добровольцев, 2).

#### Список маршрутов в 1926 году
| № | Конечные пункты              | Примечания                                                                                     |
| - | ---------------------------- | ---------------------------------------------------------------------------------------------- |
| 1 | Вокзал — Зверинец            | Маршрут был изменён от изначального трамвайного маршрута №2 и следовал через Ратушную площадь. |
| 2 | Вокзал — Кальварийская улица | Дублировал трамвайный маршрут №1                                                               |
| 3 | Вокзал — Антоколь            | Дублировал трамвайный маршрут №3                                                               |

#### Список маршрутов в 1929 году
В 1929 году было открыто ещё три новых автобусных маршрута:
| № | Конечные пункты                          | Примечания                                                                                     |
| - | ---------------------------------------- | ---------------------------------------------------------------------------------------------- |
| 1 | Вокзал — Зверинец                        | Маршрут был изменён от изначального трамвайного маршрута №2 и следовал через Ратушную площадь. |
| 2 | Вокзал — Кальварийская улица             | Дублировал трамвайный маршрут №1                                                               |
| 3 | Вокзал — Антоколь                        | Дублировал трамвайный маршрут №3                                                               |
| 4 | Вилкомирская улица — Товарная станция    |                                                                                                |
| 5 | Кафедральная площадь — Полоцкая улица    |                                                                                                |
| 6 | Кафедральная площадь — Большая Погулянка |                                                                                                |

#### Список маршрутов в 1932 году
В 1932 году было открыто ещё два новых автобусных маршрута, трасса второго неизвестна. Через некоторое время оба маршрута были отменены.
| № | Конечные пункты                          | Примечания                                                                                     |
| - | ---------------------------------------- | ---------------------------------------------------------------------------------------------- |
| 1 | Вокзал — Зверинец                        | Маршрут был изменён от изначального трамвайного маршрута №2 и следовал через Ратушную площадь. |
| 2 | Вокзал — Кальварийская улица             | Дублировал трамвайный маршрут №1                                                               |
| 3 | Вокзал — Антоколь                        | Дублировал трамвайный маршрут №3                                                               |
| 4 | Вилкомирская улица — Товарная станция    |                                                                                                |
| 5 | Кафедральная площадь — Полоцкая улица    |                                                                                                |
| 6 | Кафедральная площадь — Большая Погулянка |                                                                                                |
| 7 | Площадь Винцы Кудирки — Сантаришки       |                                                                                                |
| 8 | ???                                      |                                                                                                |

### Первый литовский период (1939-1940)
После возвращения Вильнюса Литве, создаётся "Предприятие автобусного сообщения (Autobusų susisiekimo įmonė)", которое начало свою работу с 1 янв 1940 года. В работе были сохранены только 4 городских маршрута:
| № | Конечные пункты                     | Примечания                                                                                     |
| - | ----------------------------------- | ---------------------------------------------------------------------------------------------- |
| 1 | Вокзал — Зверинец                   | Маршрут был изменён от изначального трамвайного маршрута №2 и следовал через Ратушную площадь. |
| 2 | Вокзал — Снипишки                   | Дублировал трамвайный маршрут №1. Продлён в Снипишки                                           |
| 3 | Парк «Вингис» — Антоколь            | Дублировал трамвайный маршрут №3. Перенаправлен от вокзала в парк Вингис                       |
| 4 | Ратушная площадь — Товарная станция | Укорочен до Ратушной площади                                                                   |

В 1941 году движение автобусов в городе было остановлено.

### Советский период (1946-1991)
18 ноября 1945 г. Вильнюсское пассажирское транспортное бюро было создано в 1945 году. Автобусный парк состоял из 17 отремонтированных старых трофейных автобусов (оставленных немецкой армией), а также «тритонов», приспособленных для перевозки людей, — грузовиков ЗИС-5, полученных из Советской армии. Автобусный парк располагался на проспекте Добровольцев (Savanorių), 20.
1946 13 марта В Вильнюсе налажено регулярное пассажирское сообщение: открыт первый регулярный маршрут Žvėrynas-Geležinkelio stotis, и вскоре автобусы начали движение еще по двум маршрутам.
1959 Вильнюсское отделение пассажирского транспорта называется Вильнюсский автобусный парк .
1964 Нынешняя производственная база автобусного парка построена на улице Веркий.

### Современный период (с 1991 года)
1992 Постановлением Правительства автобусный парк Вильнюса передан в подчинение самоуправления города Вильнюса.
1995 После принятия новых законов юридическая фирма Vilnius Bus Park будет зарегистрирована как частная компания с ограниченной ответственностью, все акции будут переданы муниципалитету города Вильнюса, и будет присвоен статус компании специального назначения.
2003 В начале 2006 года городской совет Вильнюса принял решение изменить название автобусного парка Вильнюса на UAB Vilniaus Autobusai и отказаться от статуса автомобиля специального назначения.
2003 В середине года ЗАО Vilniaus Autobusai получило 14 новых низкопольных автобусов Mercedes Benz: 4 меньших по 9,5 метра и 45-местный CITO и 10 стандартных по длине 85-местный CITARO. Это были первые новые автобусы после 4-летнего перерыва.
2004 В 2006 году компания заключила соглашение с победителем тендера VOLVO Bus Corporation на 90 единиц. VOLVO, продажа новых автобусов. VOLVO Bus Corporation взяла на себя обязательство производить и продавать 30 (20 единиц — 12 лет и 10 единиц — двухместных 18 лет) автобусов в год в течение 3 лет. Это позволило обновить треть существующего автобусного парка.
2011 4 ноября UAB Vilniaus Autobusai Компания была реорганизована в UAB Vilniaus Viešasis transportas.
2012 Введен многофункциональный электронный билет — карта Вильнюса, с помощью которой можно оплатить поездку на вильнюсских автобусах или троллейбусах, а также взять напрокат оранжевые велосипеды.
2013 27 марта Запущено 19 новых автобусов на сжиженном газе MAN Lion’s City A21 CNG. Это немецкие автобусы, собранные в Познани, Польша.
С 2013 года 1 июля Общественный транспорт Вильнюса был существенно реорганизован. Появилось 6 скоростных автобусных маршрутов (не на всех остановках), часть троллейбусных и автобусных маршрутов была отменена, некоторые маршруты были изменены. Одним из ключевых изменений является устранение маршрутных такси.
2014 28 января Запущено 19 новых сжатых газов Solaris Urbino 12 автобусов CNG. Это польские автобусы, собранные в Познани, Польша.
2014 29 апреля В 2007 году был запущен 21 новый автобус Castrosúa: двадцать автомобилей Castrosúa City Versus на сжиженном газе и один гибрид Castrosúa Tempus Hybrid.
2015 14 августа возобновилось ночное автобусное движение. В пятницу и субботу было 5 маршрутов. Обычные билеты на общественный транспорт не действительны на них. Билет приобретается у водителя и стоит 1 евро.
2017 7 марта Консорциум двух компаний — UAB Transrevis и латвийской Rīgas mikroautobusu satiksme — выиграл тендер на выбор нового перевозчика, объявленный муниципалитетом. В общей сложности новый перевозчик будет эксплуатировать одну шестую всех автобусных маршрутов. Контракт является долгосрочным на семь лет с возможностью продления еще на три года.
2018 21 апреля началось массовое обновление автобусного парка. Первые автобусы нового поколения Solaris Urbino 12 вышли на улицы.

## Автобусы
Около 350 автобусов отправляются по улицам города по будням и 205 автобусов по выходным.
Вильнюсский автопарк использует в большинстве б/у автобусы Mercedes-Benz серии O 405, автобусы Heuliez, Neoplan, Man.
Низкопольные Volvo 7700, Mercedes-Benz Citaro, газовый Man Lion’s City / G / G CNG, Solaris Urbino / 12II / 12 IV / 18 IV, Castrosua, Anadolu Isuzu City Bus / NovoSity Live, Karsan Jest / + / Electric и большинство автобусов Karosa приобретаются непосредственно у производителя.
Модели автобусов в эксплуатации:
- Список моделей автобусов, эксплуатируемых ЗАО «Transrevis».
- Список моделей автобусов, эксплуатируемых UAB «Vilnius Public Transport».

## Маршруты
В настоящее время в Вильнюсе существует 125 автобусных маршрутов. Протяженность автобусных маршрутов составляет 1802 км. Скоростные автобусы ходят с кратчайшим интервалом. Средний интервал между скоростными автобусами в часы пик составляет 4-5 минут .